# Argyrodit
Argyrodit ist ein selten vorkommendes Mineral aus der Mineralklasse der „Sulfide und Sulfosalze“. Es kristallisiert im orthorhombischen Kristallsystem mit der chemischen Zusammensetzung Ag8GeS6.
Argyrodit entwickelt bis zu 18 cm große Kristalle mit pseudo-oktaedrischem, -dodekaedrischem, -kubischem Habitus sowie Kombinationen dieser Formen. Auch in traubigen oder massigen Mineral-Aggregaten sowie krustigen Überzügen kann er auftreten. Die undurchsichtigen Kristalle sind in frischem Zustand von stahlgrauer Farbe mit einem Stich ins Rötliche und zeigen auf den Oberflächen einen metallischen Glanz. Mit der Zeit läuft das Mineral schwarz an.
Argyrodit bildet mit Canfieldit (Ag8SnS6) eine Mischkristallreihe.

## Etymologie und Geschichte
Benannt wurde Argyrodit nach altgriechisch άργυρώδης argyrṓdēs, deutsch ‚Silber enthaltend‘, in Anlehnung an seinen hohen Silbergehalt.
Erstmals entdeckt wurde das Mineral auf der Himmelsfürst Fundgrube unweit von Freiberg und beschrieben 1886 durch Albin Weisbach (1833–1901).
Clemens Winkler entdeckte 1886 bei der Analyse von Argyrodit das damals neue Element Germanium.

## Klassifikation
In der veralteten 8. Auflage der Mineralsystematik nach Strunz gehörte der Argyrodit zur Mineralklasse der „Sulfide und Sulfosalze“ und dort zur Abteilung „Sulfide etc. mit M : S > 1 : 1“, wo er gemeinsam mit Billingsleyit, Canfieldit, Empressit und Stützit im Anhang zur „Argentit-Naumannit-Gruppe“ mit der Systemnummer II/A.03 und den Hauptmitgliedern Aguilarit, Akanthit, Argentit, Hessit, Naumannit und Petzit steht.
In der zuletzt 2018 überarbeiteten Lapis-Systematik nach Stefan Weiß, die formal auf der alten Systematik von Karl Hugo Strunz in der 8. Auflage basiert, erhielt das Mineral die System- und Mineralnummer II/B.08-010. Dies entspricht der Klasse der „Sulfide und Sulfosalze“ und dort der Abteilung „Sulfide, Selenide und Telluride mit dem Stoffmengenverhältnis Metall : S,Se,Te > 1 : 1“, wo Argyrodit zusammen mit Alburnit, Canfieldit, Putzit und Spryit eine unbenannte Gruppe mit der Systemnummer II/B.08 bildet.
Die von der International Mineralogical Association (IMA) zuletzt 2009 aktualisierte 9. Auflage der Strunz’schen Mineralsystematik ordnet den Argyrodit in die Klasse der „Sulfide und Sulfosalze (Sulfide, Selenide, Telluride, Arsenide, Antimonide, Bismutide, Sulfarsenide, Sulfantimonide, Sulfbismutide)“ und dort in die Abteilung „Metallsulfide, M : S > 1 : 1 (hauptsächlich 2 : 1)“ ein. Hier ist das Mineral in der Unterabteilung „mit Kupfer (Cu), Silber (Ag), Gold (Au)“ zu finden, wo es zusammen mit Canfieldit und Putzit eine unbenannte Gruppe mit der Systemnummer 2.BA.35 bildet.
In der vorwiegend im englischen Sprachraum gebräuchlichen Systematik der Minerale nach Dana hat Argyrodit die System- und Mineralnummer 02.05.06.01. Das entspricht der Klasse der „Sulfide und Sulfosalze“ und dort der Abteilung „Sulfidminerale“. Hier findet er sich innerhalb der Unterabteilung „Sulfide – einschließlich Seleniden und Telluriden – mit der Zusammensetzung AmBnXp, mit (m+n):p=3:2“ in der „Argyroditgruppe“, in der auch Canfieldit eingeordnet ist.

## Kristallstruktur
Argyrodit kristallisiert orthorhombisch in der Raumgruppe Pna21 (Raumgruppen-Nr. 33) mit den Gitterparametern a = 15,15 Å; b = 7,48 Å und c = 10,59 Å sowie 4 Formeleinheiten pro Elementarzelle.

## Eigenschaften

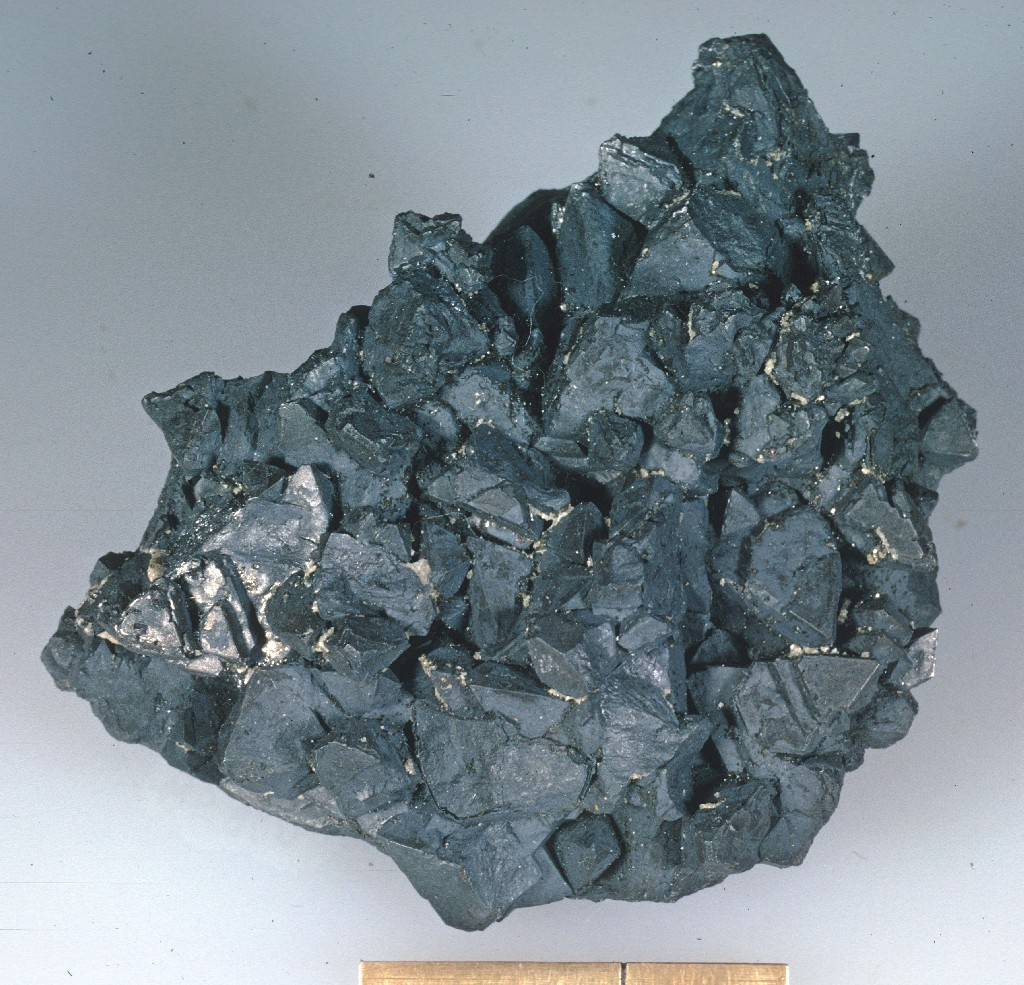
Bereits schwarz angelaufene Argyrodit-Stufe mit einigen, glänzenden Restflächen aus Colquechaca, Chayanta, Potosí, Bolivien

Argyrodit besteht in reiner Form aus rund 76,5 % Silber, 6,4 % Germanium und 17,1 % Schwefel, kann aber auch Beimengungen von Eisen (Fe; 0,7 %), Zinn (Sn; 3,4 %) und Spuren von Antimon (Sb) enthalten.
Beim Erhitzen im einseitig geschlossenen Glasrohr liefert es ein glänzendschwarzes Sublimat, in der offenen Glasröhre dagegen Schweflige Säure; bei der Lötrohrprobe auf Kohle endlich schmilzt es zur Kugel, die weiße und citrongelbe Beschläge liefert und zuletzt ein Silberkorn zurücklässt.

## Bildung und Fundorte
Argyrodit setzt sich bei relativ niedrigen Temperaturen aus hydrothermalen Lösungen vorwiegend in Lagerstätten mit unedlen Metallen ab. Begleitet wird es unter anderem von Akanthit, Aramayoit, Chalkopyrit, Diaphorit, Galenit, Kassiterit, Markasit und Pyrit, Polybasit, Pyrargyrit, Siderit, Sphalerit, Siderit und Stephanit.
Als seltene Mineralbildung konnte Argyrodit nur an wenigen Fundorten nachgewiesen werden, wobei bisher (Stand 2015) rund 50 Fundorte als bekannt gelten. Als weiterer Fundort in Deutschland sind neben seiner Typlokalität Himmelsfürst noch die ebenfalls bei Brand-Erbisdorf gelegene „Vereinigt Feld Mine“ sowie die „Beschert Glück Mine“ bei Zug (Freiberg) in Sachsen und der Hornbühl bei Waldkirch in Baden-Württemberg bekannt.
Weitere Fundorte sind unter anderem in Jujuy und La Rioja in Argentinien, New South Wales in Australien, Departamento Oruro und Departamento Potosí in Bolivien, die Provinzen Fujian- und Hubei in China, Auvergne, Limousin und Provence-Alpes-Côte d’Azur in Frankreich, das County Tipperary in Irland, Hokkaidō und Honshū in Japan, Souss-Massa-Draâ in Marokko, Guanajuato in Mexiko, die Nordinsel von Neuseeland, Alba in Rumänien, der Föderationskreis Ferner Osten in Russland, Prešovský kraj in der Slowakei, Kastilien-La Mancha in Spanien, Värmland in Schweden, sowie Alaska, Colorado, Nevada und Utah in den USA.